# Atrapado, luchando por un sueño
Atrapado, luchando por un sueño es una película dramática peruana de 2022 dirigida por Pedro Ramírez Ugarte (en su debut como director) y escrita por Ugarte & Julissa Horna. Está protagonizada por Vincenzo Leonardi, Christopher Moreno, Desirée Durán y Daniella Arroyo.

## Sinopsis
La película narra, a través de flashbacks o recuerdos, los dramáticos acontecimientos de la infancia de Mateo, que terminan por destruir a su familia y arrastran al protagonista por un camino oscuro, negativo y solitario.

## Reparto
Los actores que participaron en esta película son:
- Cristóbal Moreno como Mateo
- Vincenzo Leonardi
- Giselle Collao
- José Luis Ruiz
- Cati Caballero
- Pelo d´Ambrosio
- Fernando Petong
- Juan Pablo Strauss
- Orianni Scott
- Fabiana Scott
- Fernando Pasco
- “Pantera” Zegarra

## Lanzamiento
Se estrenó el 26 de mayo de 2022 en los cines bolivianos. Se estrenó el 16 de septiembre de 2022 en los cines peruanos.